# Bożena Ostromęcka-Frączak
Bożena Kazimiera Ostromęcka-Frączak (ur. 25 stycznia 1944 w Aleksandrowie Kujawskim, zm. 29 listopada 2024) – polska językoznawczyni, polonistka, rusycystka i slawistka.

## Życie zawodowe
Ukończyła filologię polską na Uniwersytecie Łódzkim w 1967 r., a trzy lata później filologię rosyjską. Na Uniwersytecie Łódzkim pracowała od 1967 roku, tam osiągnęła kolejne stopnie naukowe. W 1975 roku uzyskała stopień doktora nauk humanistycznych w zakresie językoznawstwa polskiego z pracą pt. Rozwój funkcji czasownikowego prefiksu wy- w języku polskim oraz wy- i iz- w języku rosyjskim. Studium porównawcze, a w 1983 roku stopień doktora habilitowanego za pracę Czasowniki polskie z formantem rozdzielonym. Tytuł naukowy profesora nauk humanistycznych uzyskała w 2008 roku.
Jej zainteresowania naukowe skupiały się wokół współczesnej polszczyzny, pragmalingwistyki, leksykologii i leksykografii, glottodydaktyki i translatoryki.

## Dydaktyka
W latach 1983–1991 pracowała jako lektorka języka polskiego na Uniwersytecie w Lublanie.
Wśród wypromowanych przez nią doktorów znaleźli się: Grażyna Zarzycka (1998), Edyta Pałuszyńska (1999).

## Nagrody
- 1996 – Srebrny Krzyż Zasługi[3]
- 1998 – Medal Komisji Edukacji Narodowej
- 2003 – Złota Odznaka ZNP
- 2009 – Złoty Medal za Długoletnią Służbę

## Członkostwa
- członkini Państwowej Komisji Poświadczania Znajomości Języka Polskiego jako Obcego,
- wiceprzewodnicząca Komisji ds. Kształcenia i Kwalifikowania Lektorów Języka Polskiego jako Obcego w Zagranicznych Ośrodkach Akademickich,
- członkini Łódzkiego Towarzystwa Naukowego i Polskiego Towarzystwa Językoznawczego, Towarzystwa Miłośników Języka Polskiego,

- tłumaczka przysięgła języka słoweńskiego i członek zwyczajny TEPIS[4].

## Wybrane publikacje
Opublikowała 4 książki, około 80 rozpraw językoznawczych oraz wiele tłumaczeń z języka słoweńskiego.
Książki
- B. Ostromęcka-Frączak: Czasowniki polskie z formantem rozdzielonym, „Acta Universitatis Lodziensis. Folia Linguistica” t. 6, Łódź 1983, s. 210. (rozprawa habilitacyjna)
- B. Ostromęcka-Frączak, T. Pretnar: Slovensko-poljski slovar. Poskusni snopič (A-C), Ljubljana 1986.
- B. Ostromęcka-Frączak, T. Pretnar: Slovensko-poljski slovar, Ljubljana 1996. ISBN 978-86-341-1211-5.
- B. Ostromęcka-Frączak: Historia leksykografii słoweńskiej, Łódź 2007. ISBN 978-83-7525-018-3.

Artykuły i rozdziały w monografiach
- B. Ostromęcka-Frączak: Nazwy miejsc w gwarach polskich, „Rozprawy Komisji Językowej Łódzkiego Towarzystwa Naukowego” 1970, t. XVI, s. 45–57.
- B. Ostromęcka-Frączak: Rozwój funkcji czasownikowych prefiksów wy- i iz- w języku rosyjskim w porównaniu z wy- w języku polskim, „Studia Językoznawcze” 1977, t. II, s. 91–129.
- B. Ostromęcka-Frączak: Korytkov Spev poljskih domoljubov in Prešernova Zdravljica, „Slavistična revija” 1985, z. 3, s. 329–334.
- B. Ostromęcka-Frączak: Z historii literackich związków polsko-słoweńskich. Emil Korytko, France Preseren i Adam Mickiewicz, „Prace Polonistyczne” 1986, t. XLII, s. 109–134.
- B. Ostromęcka-Frączak: Czterdziestolecie lektoratu języka polskiego na tle kontaktów polsko-słoweńskich, „Poradnik Językowy” 1988, nr 7, s. 518–523.
- B. Ostromęcka-Frączak: O slovenskih prevodih leposlovne proze M. Dąbrowske, „Jezik in slovstvo” 1991, t. XXXVI, nr 3, s. 50–55.
- B. Ostromęcka-Frączak: Kształcenie polonistyczne jako element kształcenia slawistycznego, „Acta Universitatis Lodziensis. Kształcenie Polonistyczne Cudzoziemców”, nr 5, 1994, s. 71–80.
- B. Ostromęcka-Frączak: Polskie realia w słoweńskich tłumaczeniach, Księga kaliska, red K. Walczak, Kalisz 1996, s. 174–186.

Tłumaczenia
- B. Ostromęcka-Frączak: M. Kamińska, Pogovorna poljščina prebivalcev Lodža. Sedanje stanje in raziskovalni postulati, [w:] Časopis za zgodovino in narodopisje, t. 62, Maribor 1991, s. 25–30.
- B. Ostromęcka-Frączak: N. Jež, Jubileusz Profesor Rožki Štefan – lektorki języka polskiego w Uniwersytecie w Lublanie, „Acta Universitatis Lodziensis. Kształcenie Polonistyczne Cudzoziemców”, nr 9, 1997, s. 93–105.